# Bierieżok (rejon charowski)
Bierieżok (ros. Бережок) – wieś w Rosji, w rejonie charowskim obwodu wołogodzkiego. W 2021 r. była niezamieszkana.